# Requínoa
Requínoa es una comuna de la zona central de Chile ubicada en la región del Libertador General Bernardo O'Higgins, específicamente en la provincia de Cachapoal. Es centro de una gran actividad agrícola, con viñedos de finísima calidad y variados frutos de exportación, también conocida por la celebración anual de las palomas calvas, en memoria a las aves que murieron a causa de la fiebre calva.
Integra junto con las comunas de Mostazal, Graneros, Codegua, Machalí, Coínco, Rengo, Olivar, Doñihue, Quinta de Tilcoco, Coltauco y Malloa el distrito electoral N.º 33 y pertenece a la 9.ª circunscripción senatorial (O'Higgins).

## Toponimia
El nombre Requínoa (del mapudungún: Re künowa ‘solo cabellos de ángel’) puede provenir de las palabras re 'solo, solamente' y künowa 'cabello de ángel (Misodendrum linearifolium)', una planta nativa parásita del roble.
Otro posible origen puede provenir del mapudungún Rangkül-Nahuel o RánquilNao, que es una unión de dos palabras: Rangkül "Cañaveral/Carrizal", y Nahuel de "Jaguar", o simplemente "Jaguar del Carrizal". El "Nahuel", "Naw", "Nao" o Jaguar Patagónico fue un felino extinto que habitó ampliamente la patagonia argentina, y que podría haber llegado esta zona a través del "Paso Las Leñas" y haber cazado en el "rangkül", "ranquil" o carrizal/cañaveral (zona de cañas), toponimia que también daría origen al nombre Rancagua o Rangkülwe, límite norte de esta comuna.

## Medio ambiente

### Geomorfología y componentes abióticos

Trazado simplificado de los ecosistemas y cuerpos de agua presentes en la comuna de Requínoa.

La comuna de Requínoa se encuentra emplazada en las unidades geomorfológicas de Cordillera andina de retención crionival y Cuenca de Rancagua; y presenta según la clasificación climática de Köppen clima de tundra de lluvia invernal (ET (s)), clima mediterráneo de lluvia invernal (Csb), clima mediterráneo de lluvia invernal de altura (Csb (h)) y clima mediterráneo frío de lluvia invernal (Csc). Esta además se halla en la cuenca hidrográfica de río Rapel. Además, la comuna posee diversos cuerpos de agua, entre los que se destacan la laguna Cauquenes; y río Cachapoal y río Claro de Cauquenes.

### Componentes bióticos
Dentro del territorio de la comuna se pueden hallar los siguientes ecosistemas:
- Bosque esclerófilo mediterráneo andino donde predominan Kageneckia angustifolia y Guindilia trinervis (Vulnerable)
- Bosque esclerófilo mediterráneo andino donde predominan Lithrea caustica y Lomatia hirsuta (Vulnerable)
- Bosque esclerófilo mediterráneo andino donde predominan Quillaja saponaria y Lithrea caustica (Vulnerable)
- Bosque espinoso mediterráneo interior donde predominan Acacia caven y Prosopis chilensis (Vulnerable)
- Herbazal mediterráneo andino donde predominan Nastanthus spathulatus y Menonvillea spathulata (Preocupación menor)
- Matorral bajo mediterráneo andino donde predominan Chuquiraga oppositifolia y Nardophyllum lanatum (Preocupación menor)
- Matorral bajo mediterráneo andino donde predominan Laretia acaulis y Berberis empetrifolia (Preocupación menor)
- Zonas geográficas hinóspitas sin vegetación (Sin información)

### Medidas de protección ambiental y conflictos socioambientales
Hasta 2022, la comuna de Requínoa cuenta con las siguientes zonas que poseen algún nivel de protección ambiental:
- Cerros Islas Coinco (Sitios ERB)[10]
- Precordillera Andina Norte (Sitios ERB)[11]
- Reserva Nacional Ríos De Los Cipreses (Reserva Nacional)

## Demografía

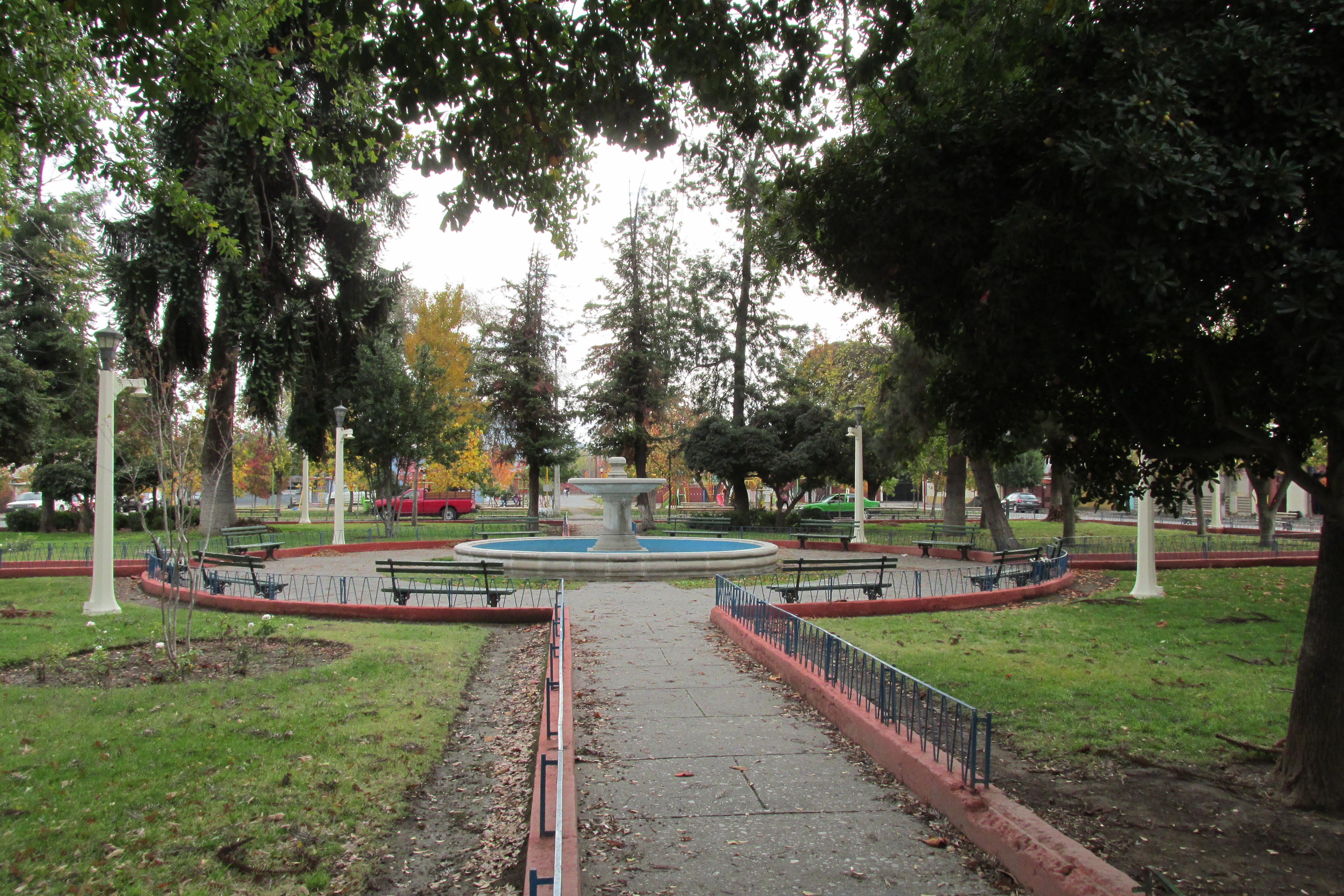
Plaza de armas de la ciudad.

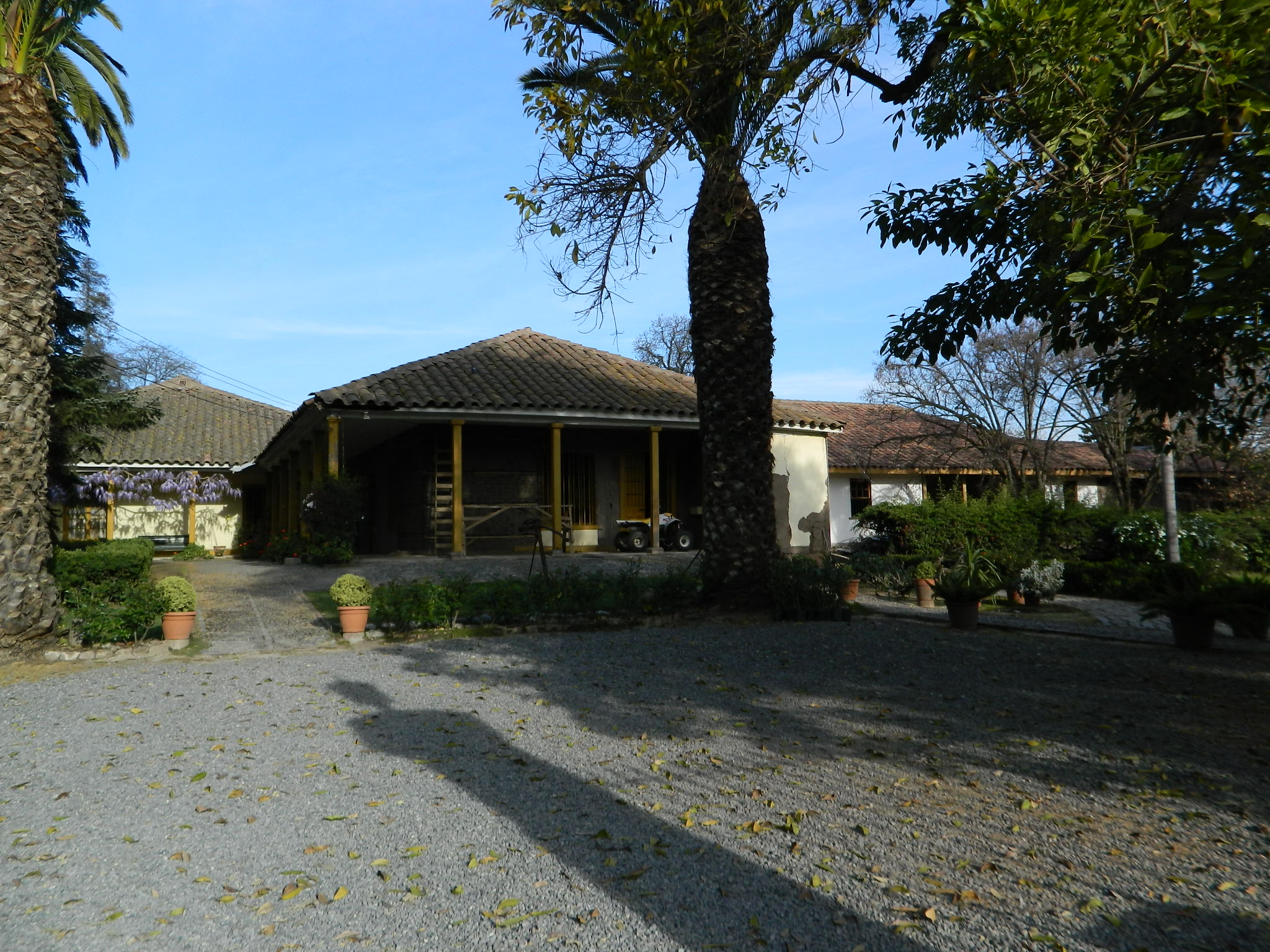
Casas patronales del fundo Los Perales, monumento nacional ubicado en Requínoa.

La comuna de Requínoa abarca una superficie de 673,33 km² y una población de 22 161 habitantes (INE 2002), correspondientes a un 0,25 % de la población total de la región y una densidad de 32,91 hab/km². Del total de la población, 10 783 son mujeres (48.66 %) y 11 378 son hombres (51,34 %). Un 49,61%  (10.994 háb.) corresponde a población rural, y un 50,39% (11.167 hábs.) corresponde a población urbana.
Los principales centros poblados son esta última ciudad y el pueblo de Los Lirios ubicado 4 km al norte, la población se concentra en estos lugares principalmente y distribuida en varios sectores rurales como El Abra, El Rincón, Chumaco, Totihue, Pichigüao, Santa Amalia, Los Castaños, Los Boldos, Pimpinela, El Trigal, Los Quillayes, Las Cabras, El Vaticano, Las Rosas, Santa Lucila, Las Mercedes, entre otros.

## Administración

### Municipalidad
La Municipalidad de Requínoa para el periodo 2021-2024 es dirigida por el alcalde Waldo Antonio Valdivia Montecinos (IND - Unidad Por el Apruebo) y el concejo municipal conformado por los concejales:
- Emilio Araya Azua (PPD)
- Maria Eliana Berrios (RN)
- Ana Maria Valenzuela (UDI)
- Maria Victoria Cavieres Paiva (UDI)
- Leonardo Peñaloza Medina (PPD)
- Sandra Quezada Guerrero (PS)

### Representación parlamentaria
Requínoa forma parte de la circunscripción senatorial VIII y del distrito electoral 15. Es representada en la Cámara de Diputados del Congreso Nacional por los siguientes diputados:
- Diego Ignacio Schalper Sepúlveda (Renovación Nacional)
- Natalia Romero Talguia (IND - UDI)
- Marta América González Olea (IND - PPD)
- Raúl Soto Mardones (Partido Por la Democracia)
- Marcela Patricia Riquelme Aliaga (IND - Convergencia Social)

En el Senado, la representan:
- Javier Macaya Danús (Unión Demócrata Independiente)
- Juan Luis Castro González (Partido Socialista de Chile)
- Alejandra Sepúlveda Orbenes (Federación Regionalista Verde Social)